# Liste der Vertriebenendenkmale in Baden-Württemberg (A–I)
Diese Liste der Vertriebenendenkmale in Baden-Württemberg (A–I) verzeichnet die Denkmale für die Deutschen in Baden-Württemberg, die nach dem Zweiten Weltkrieg aus den Ostgebieten des Deutschen Reiches und aus Siedlungsgebieten im östlichen Europa vertrieben wurden oder dort umkamen. Eingeschlossen sind Dankestafeln für die Aufnahme in Westdeutschland.

## Liste
| Bild | Ort                                | Lage | Jahr                | Beschreibung |
| ---- | ---------------------------------- | --- | ------------------- | --- |
|      | Aalen                              | Waldfriedhof: Siebenbürgen, Ostpreußen, Schlesien, Sudetenland, Pommern, Donauschwaben | 1950/1984           | „Den Toten der Heimat.“ – „1945 begann die Vertreibung von 18.000.000 deutschen Menschen aus ihrer seit Jahrhunderten bewohnten Heimat – dabei fanden 3.000.000 den Tod.“ |
| 0    | Aalen                              | Gedenkkreuz auf dem Friedhof in Unterkochen | 1964                | „Den Toten der Heimat.“ |
| 0    | Alfdorf                            | Vorplatz der katholischen Kirche an der Kirchstraße |                     | „Wir gedenken der verlorenen Heimat. Unserer Toten, die dort ruhen und der Gefallenen.“ |
| 0    | Asperg                             | Friedhof | 1985                | „Der alten Heimat zum Gedenken – den Toten zur Ehre – der neuen Heimat zum Dank – den Lebenden zur Mahnung 1945 – 1985.“ – „Ost- und Westpreußen, Danzig, Pommern, Schlesien, Sudetenland, Siebenbürgen, Bessarabien, Donauschwaben und anderen Siedlungsgebieten. Errichtet von den Heimatvertriebenen in Asperg 22. Sept. 1985.“ |
|      | Backnang                           | Maubacher Höhe, Stele von Oskar Kreibich | 1976                | „Der alten Heimat zum Gedenken, der neuen Heimat zum Dank.“ |
|      | Bad Saulgau                        | Gedenkstätte für die Gefallenen beider Weltkriege, die Opfer der nationalsozialistischen Gewaltherrschaft und die umgekommenen Vertriebenen |                     | „Zum immerwährenden Gedenken an die über zwei Millionen Toten von Flucht und Vertreibung 1944–1947.“ |
| 0    | Bad Schönborn                      | Bei der Aussegnungshalle auf dem Friedhof in Bad Langenbrücken, Gedenkstätte der Gemeinde Parabutsch: Parabutsch, Vojvodina | 1969                | „Zur Erinnerung an die im Jahre 1786 unter Kaiser Joseph II. gegründete deutsche Ansiedlung in Parabutsch. Zur Hundertjährigen Feier der Ansiedlung gewidmet 1886.“ – „Der Heimat Parabutsch und ihren Toten! 1944–45 geflohen, verschleppt, vertrieben. In ehrendem Gedenken von den Überlebenden aus aller Welt errichtet 25.5.1969.“ |
| 0    | Bammental                          | Friedhof, Ostlandkreuz | 1958                | „Den Toten der Heimat, den Opfern der Vertreibung.“ |
| 0    | Bartenstein (Schrozberg)           | Ostlandkreuz | 1953                | „Heimat ist Friede.“ |
| 0    | Besigheim                          | Holzkreuz mit Gedenkstein auf dem alten Friedhof | 1995                | „Den Toten der Heimat.“ – „Den Opfern von Krieg, Flucht und Vertreibung.“ |
| 0    | Beuren (bei Nürtingen)             | Eingang zum Friedhof: Donauschwaben, Jarek | 1987                | „Diese Anlage errichteten die Überlebenden der donauschwäbischen Gemeinde Jarek aus Jugoslawien in dankbarer Erinnerung. 1787 gründeten deutsche Siedler diesen Ort, der ihren Nachkommen bis zur Vertreibung im Jahre 1944 Heimat war. September 1987.“ – „Unseren Toten zum Gedenken. Gemeinde Jarek.“ |
| 0    | Biberach an der Riß                | Wandrelief an der Stadtmauer auf der Schillerhöhe: Böhmen, Mähren, Schlesien, Preußen, Siebenbürgen, Donauraum, Südosteuropa (1940–1946), Russland und Baltikum (1998) | 1946/1998           | „Deutsche aus Böhmen, Mähren, Schlesien, Preußen, Siebenbürgen, Donauraum, Südosteuropa 1940-1946. Vertriebene.“ – 1998: „Deutsche aus Russland und Baltikum.“ |
|      | Bietigheim-Bissingen               | Haus der Zuckmantler Heimatstube: Zuckmantel, Altvatergebirge | 1965                | „Die Heimatvertriebenen aus Zuckmantel - Endersdorf - Hermannstadt - Ober- und Niedergrund Reihwiesen gedenken ihrer Heimat im Altvatergebirge und danken der Stadt Bietigheim-Bissingen für die Übernahme der Patenschaft. Anno Domini 1965.“ |
| 0    | Birkenfeld (Württemberg)           | Gedenkstein Ecke Alte Pforzheimer Straße/Berliner Straße |                     | „Der Heimat die Treue, den Opfern der ostdeutschen Heimat.“ |
| 0    | Bisingen                           | Gedenkstein für Nikolaus Lenau an der B 27 nach Balingen: Banat |                     | |
| 0    | Blaubeuren                         | Christofsgrund, Neuland (Sudetenland) |                     | |
|      | Böblingen                          | Waldfriedhof (seit 2009): Böhmen (Schluckenau, Rumburg, Warnsdorf) | 1981                | |
| 0    | Böblingen                          | Würfel auf dem Berliner Platz (wegen Baufälligkeit demontiert): Städtewappen Breslau, Berlin. – Freiheit, Recht, Einheit. – Deutschland in den Grenzen von 1937. |                     | „Wir wollen sein ein einig Volk von Brüdern.“ |
| 0    | Bönnigheim                         | Friedhof, Gedenkkreuz | 1954, 1995          | „Den Toten der Heimat.“ – „Zum Gedenken an die Opfer von Krieg, Flucht und Vertreibung. Die Heimatvertriebenen 1945–1995.“ |
| 0    | Bopfingen                          | Spitalplatz, Eichenbaum mit Gedenkstein | Tag der Heimat 1985 | „1945–1985. Diese Eiche wurde am Tag der Heimat in Erinnerung an Vertreibung und erfolgreiche Eingliederung gepflanzt.“ |
| 0    | Crailsheim                         | Ehrenfriedhof: Ost-Westpreußen, Pommern, Schlesien, Sudetenland, Siebenbürgern, Donauschwaben, Bessarabien | 1999                | |
| 0    | Crailsheim                         | Ostlandkreuz am Krekelberg | 1953/1988           | |
|      | Dietenheim                         | Ehrenmal der Stadt Dietenheim |                     | |
| 0    | Ditzingen                          | Links am Eingang auf den Friedhof |                     | „Den Toten der Heimat.“ |
|      | Donaueschingen                     | Gedenkstein auf dem Ehrenfriedhof | 1983                | „Wir gedenken der Opfer von Flucht und Vertreibung und der Toten in der fernen Heimat. Die Heimatvertriebenen.“ |
| 0    | Donzdorf                           | Gedenkstätte auf dem Friedhof |                     | „Wir sind nur Gast auf Erden und wandern ohne Ruh, durch mancherlei Beschwerden der ewigen Heimat zu.“ – „Dem Gedenken der lieben Toten unserer Heimat.“ |
| 0    | Dossenheim                         | Gedenkstein vor dem Rathaus | 1988                | „Unserer Heimat zum Gedenken. Nach dem 2. Weltkrieg fanden in den Jahren 1945–1946 in Dossenheim über 1100 Heimatvertriebene aus den deutschsprachigen Ostgebieten Aufnahme.“ |
| 0    | Durmersheim                        | Gedenkstein am Alten Friedhof an der Speyerstraße | 1955                | „Unserer unvergessenen Heimat und ihren Toten 1945. Bund vertriebener Deutscher Durmersheim. August 1955.“ |
| 0    | Ebersbach an der Fils              | 7 m hohes Holzkreuz an der höchsten Stelle beim Friedhof |                     | |
| 0    | Edingen-Neckarhausen               | Gedenkstein auf dem Friedhof | 1968                | |
| 0    | Eggenstein-Leopoldshafen           | Gedenkstein im Neubaugebiet Wetterkreuz, Luisenstraße 44–46: Donauschwaben, Sudetenland | 1943                | |
|      | Eggenstein-Leopoldshafen           | Friedhof, 5 alte Grabsteine aus der Batschka |                     | „Siwatz in der Batschka 1786–1944. Neu-Siwatz wurde am 1. Mai 1786 unter Franz Josef II. als rein deutsche Gemeinde gegründet. Die 135 Ansiedlerfamilien reformierten Glaubens stammten alle aus der Pfalz, aus Rheinhessen und aus Elsaß-Lothringen. Zum Zeitpunkt der Vertreibung zählten die beiden Schwestergemeinden in Neu-Siwatz und Alt-Siwatz 4982 deutsche Einwohner. Die hier aufgestellten Grabsteine vom Friedhof der reformierten Kirchengemeinde in Neu-Siwatz erinnern an Ansiedlung und Vertreibung der Deutschen und an die Zerstörung ihrer Kirchen und Friedhöfe.“ |
| 0    | Ehningen                           | Gedenkstein an der Mauer des alten Friedhofs | 1955                | |
| 0    | Ehningen                           | Dankestafel von 1000 Vertriebenen aus Ost- und Südosteuropa für die Eingliederung 1946, Ecke Hildrizhauser Straße / Schloßstraße, bei der ev. Kirche | 1986                | |
| 0    | Eislingen/Fils                     | Friedhof Nord, Ostlandkreuz mit Gedenkstein | 1955/1982           | |
|      | Elchingen                          | Gedenkkreuz und Steinplatte am Rande einer Wohnsiedlung am Ortsausgang nach Neresheim | 1955                | |
| 0    | Ellwangen (Jagst)                  | Holzkreuz (1958) und zwei Findlinge (1984) am Fuße des Galgenwaldes in Feldholz-Hochgericht – Vertriebene und Gefallene beider Weltkriege aus Ost- und Westpreußen, Danzig, Pommern, Schlesien, Sudetenland (Böhmen-Mähren), Sudeten-Schlesien, Baltikum, Polen, Slowakei, Ungarn, Jugoslawien, Rumänien und Russland | 1958/1984           | |
| 0    | Eppingen                           | Friedhof in der Waldstraße, Ostlandkreuz (1957) mit zwei Gedenktafeln (1970) | 1957/1970           | |
| 0    | Erbach (Donau)                     | Steinkreuz auf dem Friedhof | 1956                | |
| 0    | Essingen (Württemberg)             | Friedhof, Gedenkkreuz aus Kunstschmiedeeisen mit Auszügen aus der Charta der deutschen Heimatvertriebenen, Wappen von Siebenbürgen, Ostpreußen, Schlesien, Sudetenland, Pommern, Donauschwaben (1959); Erweiterung zum Mahnmal gegen Vertreibung und für Heimatrecht aller Menschen (1980)                            |                     | |
|      | Esslingen am Neckar                | An der Aussegnungshalle des Pliensaufriedhofs in Zollberg: Kreuz des Ostens | 1953                | |
| 0    | Esslingen                          | Panoramastraße: Lenau-Büste, Versammlung der Donauschwaben | 1954                | |
| 0    | Ettenheim                          | Katholischer Friedhof neben der Kirche, Hochkreuz mit zwei Steintafeln (Baltenland, Buchenland, Brandenburg, Danzig, Ostpreußen; Pommern, Schlesien, Sudetenland, Wartheland, Westpreußen) | 1958/59             | |
| 0    | Ettlingen                          | Bruchhausen (Ettlingen), Friedhof: Steinstele Kernei, Batschka |                     | WERDEN BLÜHEN VERGEHEN |
| 0    | Ettlingen                          | Friedhof: Sandsteinkreuz und Steinplatte |                     | |
| 0    | Freiberg am Neckar                 | Innenbereich Rathaus, Eingliederung von 1000 Menschen in Beihingen, Geisingen und Heutingsheim |                     | |
| 0    | Freiburg im Breisgau               | Hochkreuz auf Hauptfriedhof Freiburg im Breisgau |                     | |
| 0    | Freudental                         | Foyer des Rathauses, Aufnahme von 572 Heimatvertriebenen und Flüchtlingen | 1985                | |
| 0    | Freudenstadt                       | Gedenkstein im Park Courbevoie | 2001                | |
|      | Friedrichshafen                    | Grünanlage an der Rotach, Bodenseeufer beim Jachthafen: 12 Wappen (Russlanddeutsche, Baltikum, Westpreußen, Ostpreußen, Sudetenland, Oberschlesien, Siebenbürgen, Brandenburg, Danzig, Pommern, Schlesien, Donauschwaben)                                                                                             |                     | UNSERER OSTDEUTSCHEN HEIMAT ZUM STETEN GEDENKEN |
| 0    | Friedrichshafen                    | Friedhof in der Hochstraße: Hochkreuz |                     | |
| 0    | Geislingen an der Steige           | Albhöhe Schildwacht: Ostlandkreuz mit Bronzetafel, Südmähren | 1950/1992           | |
| 0    | Gerlingen                          | Schlesische Forstschule Reichenstein, Złoty Stok | 1989/1991           | |
| 0    | Gernsbach                          | Rumpelberg: Wappen ost- und mitteldeutscher Provinzen | 1960                | |
| 0    | Gernsbach                          | Ecke Hebelstraße / Gottlieb-Klump-Straße: Schlesierstein, Wappen von Schlesien | 1982                | |
|      | Giengen an der Brenz               | Gedenkstätte bei der Aussegnungshalle auf dem Friedhof: Böhmerwald, Donauschwaben, Ost- und Westpreußen, Pommern, Schlesien, Sudetenland | 1988                | |
| 0    | Giengen an der Brenz               | Gedenktafel an der Aussegnungshalle, Sudetendeutsche Landsmannschaft | 1975                | |
| 0    | Gingen an der Fils                 | Vorplatz der Johanneskirche: Mahnmal mit umlaufendem Relief von Hans Neuwirth | 1983                | |
|      | Görwihl                            | Haupteingang zur Hotzenwaldhalle: Saderlach, das einzige Alemannendorf im Banat | 1995                | |
| 0    | Göppingen                          | Mauer der Mörikeanlage beim Kriegerdenkmal, Gedenktafel | 1980                | |
| 0    | Göppingen                          | Mörikeanlage: Gedenkglocke (1721) für den Schönhengstgau | 1980                | |
| 0    | Göppingen                          | Mörikeanlage: Stele für die Banater Schwaben | 1977                | |
|      | Gomaringen                         | Friedhof: Gedenkstein für die Donauschwaben, die in Gomaringen eine neue Heimat fanden |                     | |
| 0    | Großerlach                         | Friedhof, Ehrenmal der Bessarabiendeutschen | 1976                | |
| 0    | Hechingen, Patenstadt für Oleśnica | Heiligkreuz-Friedhof: Gedenkstein der Stadt Oels/Schlesien | 1955                | |
|      | Hechingen                          | Ehrenmal hinter der Stiftskirche 48° 21′ 5″ N, 8° 57′ 53,7″ O | 1955                | |
| 0    | Hechingen                          | Mittelflur des 2. Obergeschosses im neuen Rathaus: Stadtwappen von Oels, Schlesischer Adler | 1958                | |
| 0    | Hechingen                          | Mittelflur des 1. Obergeschosses im neuen Rathaus: Gedenktafel der Oelser | 1964                | |
| 0    | Heidelberg                         | Kurfürsten-Anlage, Poststraße: Dank der 1200 Vertriebenen aus Odrau für die Aufnahme 1946 | 2002                | |
| 0    | Heidenheim an der Brenz            | Parkspielplatz an der Schlesienstraße: Rübezahl, Riesengebirge | 1966                | |
| 0    | Heilbronn                          | am Hafenmarktturm: Mahnmal der Vertreibung (Ostpreußen, Westpreußen, Pommern, Niederschlesier, Oberschlesier, Sudetendeutsche, Siebenbürgersachsen, Donauschwaben, Bessarabiendeutsche, Dobrudschadeutsche, Deutsche aus Russland)                                                                                    |                     | |
| 0    | Heilbronn                          | Hauptfriedhof (Heilbronn): Gedenkstein |                     | |
| 0    | Heilbronn                          | Hauptfriedhof: Gedenkstätte der Dobrudschadeutschen | 1982                | |
| 0    | Heiningen (Landkreis Göppingen)    | Friedhof, Gedenkstein | 1979                | |
| 0    | Herbrechtingen                     | Vorraum der Friedhofskapelle: Engelswald und Rosenthal im Sudetenland | 1987                | |
| 0    | Herrenberg                         | Friedhof: Gedenkstein der Gemeinde Altker, Batschka | 1971                | |
| 0    | Herrenberg                         | Gedenkkreuz in Gültstein |                     | |
| 0    | Herrischried                       | Schicksalsweg der Banater Schwaben | 2001                | |
| 0    | Heubach                            | Fritz-Spießhofer-Straße: Gedenksteine Deutscher Osten | 1961                | |
|      | Höpfingen                          | auf dem Friedhof: Gedenkkreuz aus Stein |                     | |
| 0    | Horrheim                           | bei der Einsegnungshalle auf dem Friedhof: Gedenkkreuz aus Stein |                     | |
|      | Hüfingen                           | Fürstenberg: Heimatkreuz aus Stahlschienen | 1993/94             | „Zum Gedenken der vielen Schicksale und Toten aller Heimatvertriebenen.“ |
| 0    | Hüttlingen (Württemberg)           | Friedhof: Gedenkkreuz mit Steinplatte | 1957                | |
| 0    | Illingen (Württemberg)             | Alter Friedhof: Gedenkkreuz auf Sockel |                     | „1945. Der fernen Heimat und ihren Toten zum Gedenken. Die Heimatvertriebenen.“ |
|      | Illingen                           | Alter Friedhof: Gefallene und Vermisste aus Johannesberg | 1983                | |
|      | Illingen                           | Waldfriedhof: Stolzenburger Gedenkstätte, Slimnic | 1991                | |